# Julián Aguirrezabal Gallastegui
Julián Aguirrezabal Gallastegui   (Iurreta, 12 de juny de 1926 - Galdakao, 27 de juny de 2017) va ser un ciclista basc, que fou professional entre 1944 i 1953. Durant la seva carrera esportiva aconseguí 25 victòries, destacant el Campionat d'Espanya de ciclocròs de 1952 i la Pujada a Arrate de 1953. El seu germà Cipriano també fou un ciclista professional.

## Palmarès
- 1945
  - Gran Premi de San Salvador del Valle
- 1946
  - Gran Premi de San Salvador del Valle
  - Gran Premi de Gernika
- 1947
  - Gran Premi de Beasaín
- 1950
  - 1r a la Volta a Los Puertos
- 1947
  - Gran Premi de la Virgen Blanca
- 1952
  -  Campió d'Espanya de ciclocròs
- 1953
  - 1r a la Pujada a Arrate

### Resultats a la Volta a Espanya
- 1948. Abandona
- 1950. Abandona